# András Csaplár
András Csaplár (né le 16 novembre 1912 et mort le 23 juillet 1995) est un athlète hongrois, spécialiste des courses de fond.

## Biographie
Il remporte la médaille de bronze du 10 000 mètres lors des championnats d'Europe de 1946, à Oslo, devancé par les Finlandais Viljo Heino et Helge Perälä.

### Palmarès
| Date | Compétition           | Lieu | Résultat | Épreuve  | Performance   |
| ---- | --------------------- | ---- | -------- | -------- | ------------- |
| 1946 | Championnats d'Europe | Oslo | 3e       | 10 000 m | 30 min 35 s 2 |

### Records
| Épreuve  | Performance   | Lieu | Date         |
| -------- | ------------- | ---- | ------------ |
| 10 000 m | 30 min 35 s 2 | Oslo | 22 août 1946 |